# Andrómaca (Paisiello)
Andrómaca (Andromaca) es una ópera en tres actos con música de Giovanni Paisiello y libreto en italiano de Luigi Serio. Se estrenó en el Teatro San Carlos de Nápoles el 18 de noviembre de 1797.